# Dihydralazine
Dihydralazine là một loại thuốc có đặc tính hạ huyết áp. Nó thuộc nhóm hóa chất hydrazinophthalazine. Nó có tác dụng rất giống với hydralazine.